# District de Yantian
Le district de Yantian (盐田区 ; pinyin: Yántián Qū) est l'une des dix subdivisions administratives de la ville de Shenzhen dans la province du Guangdong en Chine.
La superficie du district de Yantian est de 72.63 km². 
Les quatre sous-districts :
- Meisha 梅沙
- Yantian 盐田
- Shatoujiao 沙头角
- Haishan 海山

Situé sur la baie de Mirs, Mirs Bay, Yantian les plages de Shenzhen les plus touristiques, dont Dameisha, Xiaomeisha. 

## Tourisme
- Minsk World
- Chung Ying Street
- Wutong Mountain National Park (梧桐山国家森林公园)
- Dameisha beach (大梅沙)
- Xiaomeisha (beach 小梅沙)
- Shenzhen Xiaomeisha Sea World
- OCT East[2]